# Acordo Tripartido (Líbano)
O Acordo Tripartido de 1985 (em árabe: الإتفاق الثلاثي)  foi um acordo de curta duração entre as três principais facções rivais do Líbano, assinado em Damasco, na Síria, para encerrar a Guerra Civil Libanesa. O acordo permitiu uma presença militar de manutenção de paz da Síria no Líbano para separar as facções e deu forte influência da Síria sobre os assuntos libaneses.
As três facções em causa eram o Movimento Amal pelos xiitas, o Partido Socialista Progressista pelos drusos e as Forças Libanesas pelos cristãos. O acordo foi assinado em 28 de dezembro de 1985 por Nabih Berri, Walid Jumblat e Elie Hobeika em nome das três milícias, respectivamente.
Alguns políticos e clérigos cristãos criticaram o acordo por dar poder a Síria sobre o Líbano e por enfraquecer a comunidade cristã. Elie Hobeika assinou pelas Forças Libanesas, como seu presidente, porém o conselho de comando das Forças Libanesas estava dividido sobre se poderia e se deveria aceitar o acordo. Em particular, o chefe das Forças Libanesas, Samir Geagea, se opôs ao acordo. A situação deteriorou-se num violento conflito interno nas Forças Libanesas, resultando na fuga de Hobeika em 15 de janeiro de 1986. Samir Geagea e Karim Pakradouni assumiriam as Forças Libanesas.